# Рыцари Колумба

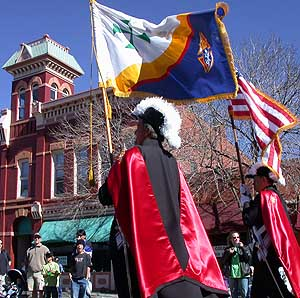
Рыцари Колумба

 Рыцари Колумба  — католическое движение Римско-Католической Церкви, христианское братство, объединяющее практикующих мужчин-католиков и основанное для благотворительной, социальной деятельности. Целью католического движения «Рыцари Колумба» является продолжение дела Христофора Колумба, принёсшего христианство в Новый Свет. Основано 29.03.1882 года католическим священником Майклом Мак-Гивни (Michael J. McGivney), жизнь которого сегодня рассматривается Католической Церковью для дальнейшей его беатификации. Католическим движением «Рыцари Колумба» управляет Великий Рыцарь; с 1.10.2000 года им является Карл А. Андерсон, который стал тринадцатым Великим Рыцарем со времени возникновения организации.

## История возникновения

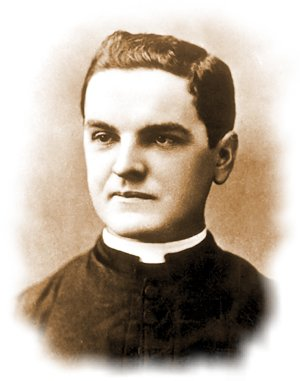
Священник Майкл Мак-Гивни — основатель католического движения «Рыцари Колумба»

29.03.1882 года священник Майкл Мак-Гивни основал организацию «Рыцари Колумба», целью которой стало объединение мужчин, которые могли внести свой материальный вклад для помощи иммигрантам, опеки над сиротами и вдовами. С начала XX века католическое движение «Рыцари Колумба» стремительно развивалось и охватило сегодня своей деятельностью многие штаты США, Канаду, Мексику, Филиппины. Сегодня католическое движение «Рыцари Колумба» является одной из самых многочисленных католических организаций Римско-Католической Церкви. К «Рыцарям Колумба» принадлежал канонизированный римским папой Иоанном Павлом II святой Рафаэль Гисар Валенсия.

## Современная деятельность
Основывая свою деятельность на социальном и догматическом учении Римско-Католической Церкви, католическое движение «Рыцари Колумба», имея значительную материальную базу и распространённую структуру в церковных и государственных структурах, активно влияет на политическую и социальную деятельность в США, поддерживая на выборах Президента США определённых кандидатов, выступающих на предвыборной платформе, не противоречащей католическому учению в области нравственности и морали. В частности, члены организации «Рыцари Колумба» во время предвыборной кампании в Президенты США поддерживают кандидата, выступающего против легализации однополых браков, экспериментами над человеческими эмбрионами, за ограничение или запрещение абортов.